# Hanoi Rocks
Gli Hanoi Rocks sono stati una band rock formata in Finlandia nel 1979.
Nonostante si siano riformati nel 2002 la band era principalmente attiva nella prima metà degli anni ottanta. Il loro genere, molto particolare, si ispira a gruppi come New York Dolls, The Stooges e Rolling Stones. La loro musica fonde elementi hard rock, punk rock, garage rock e glam rock. La band non riscosse molto successo, a causa del prematuro scioglimento della stessa, ma furono considerati importanti dagli appassionati di glam rock/metal, anche per avere ispirato lo sleaze glam, un sottogenere del glam metal che verrà a svilupparsi qualche anno dopo. Vennero citati come influenti da diverse band come i Guns N' Roses, Faster Pussycat, Shotgun Messiah, Skid Row, Jetboy e molte altre band sleaze glam e glam metal.
In Finlandia sono conosciuti come tra le più grandi band nazionali, e furono tra i primi a ottenere successo anche all'estero.

## Storia
Gli Hanoi Rocks si formarono a Helsinki nel 1979. La prima formazione includeva il cantante e sassofonista Michael Monroe (Matti Fagerholm), il chitarrista Nasty Suicide (Jan Stenfors), il chitarrista Stefan Piesnack, il bassista Peki Sirola e il batterista Nedo. Poco dopo Piesnack, Sirola e Nedo vennero sostituiti dal chitarrista Andy McCoy (Antti Hulkko), il bassista Sam Yaffa (Sami Takamäki) e il batterista Gyp Casino (Jesper Sporre). Se nel 1980 avevano già pubblicato il loro primo singolo dal titolo I Want You, fu nel 1981, dopo lo spostamento a Stoccolma, che pubblicano il loro primo album sempre per l'etichetta finlandese Johanna dal titolo "Bangkok Shocks, Saigon Shakes, Hanoi Rocks". Nel 1982 migrano a Londra in cerca di successo. Nello stesso anno incidono "Oriental Beat". L'anno dopo pubblicano "Self Destruction Blues", poco dopo il batterista Casino viene cacciato e sostituito con Razzle (Nicholas Dingley).
Nel 1983 la band firmò per la CBS Records, e venne quindi facilitata a ottenere successo e pubblicano "Back to Mystery City". Registrarono il loro quinto album, "Two Steps from the Move", nel gennaio del 1984 con il produttore Bob Ezrin, nella sua città natale, Toronto. L'album uscì poco prima della tragica morte del batterista Razzle nel dicembre del 1984, deceduto in un incidente stradale causato da Vince Neil (cantante dei Mötley Crüe), il quale viaggiava in stato di ubriachezza e insieme a Razzle. Venne sostituito da Terry Chimes, ex batterista dei Clash che aveva registrato il loro primo album. Sam Yaffa lasciò il gruppo nel 1985, e venne sostituito da René Berg. Poco dopo, anche Michael Monroe lasciò il gruppo, intraprendendo la carriera solista. La band così si sciolse definitivamente.

### Dopo lo scioglimento
Subito dopo lo scioglimento nel 1985 i chitarristi Andy McCoy e Nasty Suicide fondarono il gruppo sleaze Cherry Bombz, composto anche dal batterista Terry Chimes (ex Clash e Generation X), entrato negli Hanoi Rocks poco prima dello scioglimento, dal bassista Timo Caltio e Anita Chellemah alla voce. Più tardi il bassista Caltio viene sostituito da Dave Tregunna, ex membro della storica band punk/Oi! degli Sham 69 e della band post-punk Lords of the New Church. Il gruppo pubblicò un unico album nel 1987 intitolato "Coming Down Slow" preceduto dall EP "Hot Girls In Love" (1985). La band si sciolse quando la cantante Chellemah intraprese una carriera televisiva, e Chimes e Tregunna fondarono il gruppo di breve durata "Wylde Things". Chimes suono anche in alcuni tour dei Black Sabbath in Sud Africa e in Europa nei tardi anni '80. Tregunna entrò nella sleaze band britannica dei Kill City Dragons.
Nel 1987 Yaffa suonò qualche concerto con Johnny Thunders. Poco dopo si unì ai Jetboy, un gruppo sleaze glam, che risiedeva tra San Francisco e Los Angeles. Anche gli altri membri, un paio di anni dopo, cominciarono a spostarsi a Los Angeles in cerca di successo. Nel 1990 Yaffa lascia i Jetboy per tornare a suonare con Michael Monroe in alcuni progetti. Collaborerà poi negli anni, con molte altre band. I membri del gruppo intrapresero dei progetti separati, Monroe collaborò con Iggy Pop, Stiv Bators (Dead Boys) e Guns N' Roses, ma senza ottenere molto successo. Suicide, dopo avere lavorato nel progetto solista di Monroe, si riunisce con il bassista Timo Caltio (già membro degli Hanoi Rocks) nella band Cheap and Nasty nei primi anni '90. Nel 1992 Monroe e Yaffa fondano il gruppo Jerusalem Slim, band dalle sonorità punk rock che pubblicherà un unico omonimo prima di sciogliersi. Nel 1994 Michael Monroe, Jay Hening (degli Star Star), Sam Yaffa e il batterista Jimmy Clark formano la sleaze band Demolition 23, che pubblicò solo un album omonimo nel 1995. Hening lasciò poi il posto a Nasty Suicide, ma la band ebbe breve vita e si sciolse nello stesso anno.

### Reunion
Nel 2002 Monroe e McCoy riformano la band, con due membri degli Electric Boys, Costello Hautamäki e Andy Christell, e il batterista Lacu, che aveva già partecipato al progetto solista di Monroe. Con la nuova formazione pubblicano nello stesso anno "Twelve Shots on the Rocks". Nel 2004 il chitarrista Hautamäki viene sostituito da Conny Bloom, e un anno dopo pubblicano "Another Hostile Takeover".
Nel 2005 Nasty Suicide lavora come farmacista. Sam Yaffa è invece entrato nella formazione della riunione dei New York Dolls, la storica glam rock band. Suicide e Yaffa sono apparsi a qualche concerto degli Hanoi Rocks, ma mai insieme.

### Scioglimento
Gli Hanoi Rocks dichiarano di avere deciso di sciogliersi entro la fine del 2008 con questa dichiarazione: "Michael Monroe e Andy McCoy sentono di avere portato la band il più lontano possibile e ora desiderano proseguire ognuno per la propria strada".

## Formazione

### Ultima
- Michael Monroe – voce (1979-1985, 2002-2008)
- Andy McCoy – chitarra (1979-1985, 2002-2008)
- Conny Bloom – chitarra (2004-2008)
- Andy Christell – basso (2004-2008)
- Lacu – batteria (2002-2008)

### Ex componenti
- Stefan Piesnack – chitarra (1979-1980)
- Peki Sirola – basso (1979-1980)
- Nedo – batteria (1979-1980)
- Nasty Suicide – chitarra (1980-85)
- Gyp Casino – batteria (1980-82)
- Sam Yaffa – basso (1980-1985)
- Razzle Dingley – batteria (1982-1984)
- Terry Chimes – batteria (1984-1985)
- Rene Berg – basso (1985)
- Timo Kaltio – basso (1985)
- Costello Hautamäki – chitarra (2002-2004)

## Discografia

### Album in studio
- 1981 – Bangkok Shocks, Saigon Shakes, Hanoi Rocks
- 1982 – Oriental Beat
- 1983 – Self Destruction Blues
- 1983 – Back to Mystery City
- 1984 – Two Steps from the Move
- 2002 – Twelve Shots on the Rocks
- 2005 – Another Hostile Takeover
- 2007 – Street Poetry

### Live
- 1984 – All Those Wasted Years
- 1985 – Rock & Roll Divorce
- 2003 – One Night Stand in Helsinki

### Raccolte
- 1985 – The Best of Hanoi Rocks
- 1985 – True Live Rarities
- 1990 – Tracks from a Broken Dream
- 1992 – Lean on Me
- 2000 – Decadent Dangerous Delicious: The Best of Hanoi Rocks
- 2001 – Kill City Kills
- 2005 – Lightning Bar Blues: The Albums 1981-1984